# Джагангірбейлі
Джагангірбейлі (азерб. Cahangirbəyli) — село в Зангеланському районі Азербайджану.
Село розміщене на лівому березі річки Вохчі (біля злиття з Араксом) за 4 км на північ від міста Міндживан.
21 жовтня 2020 було звільнене Національною армією Азербайджану внаслідок поновлених бойових дій у Карабасі.